# ジルベール (モンパンシエ伯)
ジルベール・ド・ブルボン（Gilbert de Bourbon, 1443年 - 1496年10月15日）は、フランス王家傍系ブルボン家の公子。モンパンシエ伯であり、オーヴェルニュのドーファンならびにクレルモン・アン・オーヴェルニュ伯（1486年 - 1496年）。

## 生涯
モンパンシエ伯ルイ1世とその2番目の妻でオーヴェルニュ伯ベルトラン5世の娘であるガブリエル・ド・ラ・トゥール・ドーヴェルニュ（1486年没）の間の長男として生まれた。1482年2月24日にマントヴァにおいて、マントヴァ侯フェデリーコ1世の娘キアラ（1464年 - 1503年）と結婚した。1483年10月、フランス王シャルル8世により聖ミシェル騎士団の騎士に叙任されている。
ジルベールは長らく分裂状態にあったオーヴェルニュ地方の主要な3つの領主家である伯爵家、公爵家、ドーファン家の3つの家系の血を引く最初の人物だった。母がオーヴェルニュ伯家出身で、父方の祖母マリー・ド・ベリーはオーヴェルニュ公領の相続人であった。また父方の曾祖母アンヌ・ドーヴェルニュがオーヴェルニュ・ドーファン家の娘であり、加えて父の最初の妻だったオーヴェルニュのドーフィヌ・ジャンヌ1世が子供を産まずに死んだため、父がドーファン領を継承していた。
イタリア戦争勃発直後の1495年、シャルル8世王が一時的にナポリ王国を征服した際、フランス領ナポリ副王に任命された。もっとも、ゴンサロ・フェルナンデス・デ・コルドバ率いるスペインのナポリ解放軍にフランス軍が敗れたため、ジルベールは年内にその副王職を追われた。

## 子女
- ルイーズ（1482年 - 1561年） - 1499年にデオル公アンドレ3世・ド・ショーヴィニーと結婚、1504年にラ・ロッシュ＝シュル＝ヨン公ルイと再婚
- ルイ（1483年 - 1501年） - モンパンシエ伯
- シャルル（1490年 - 1527年） - ブルボン公
- フランソワ（1492年 - 1515年） - シャテルロー公
- ルネ（1494年 - 1539年） - 1515年、ロレーヌ公アントワーヌと結婚
- アンヌ（1496年  - 1510年）